# 羅尼奧薩代蒂亞什山

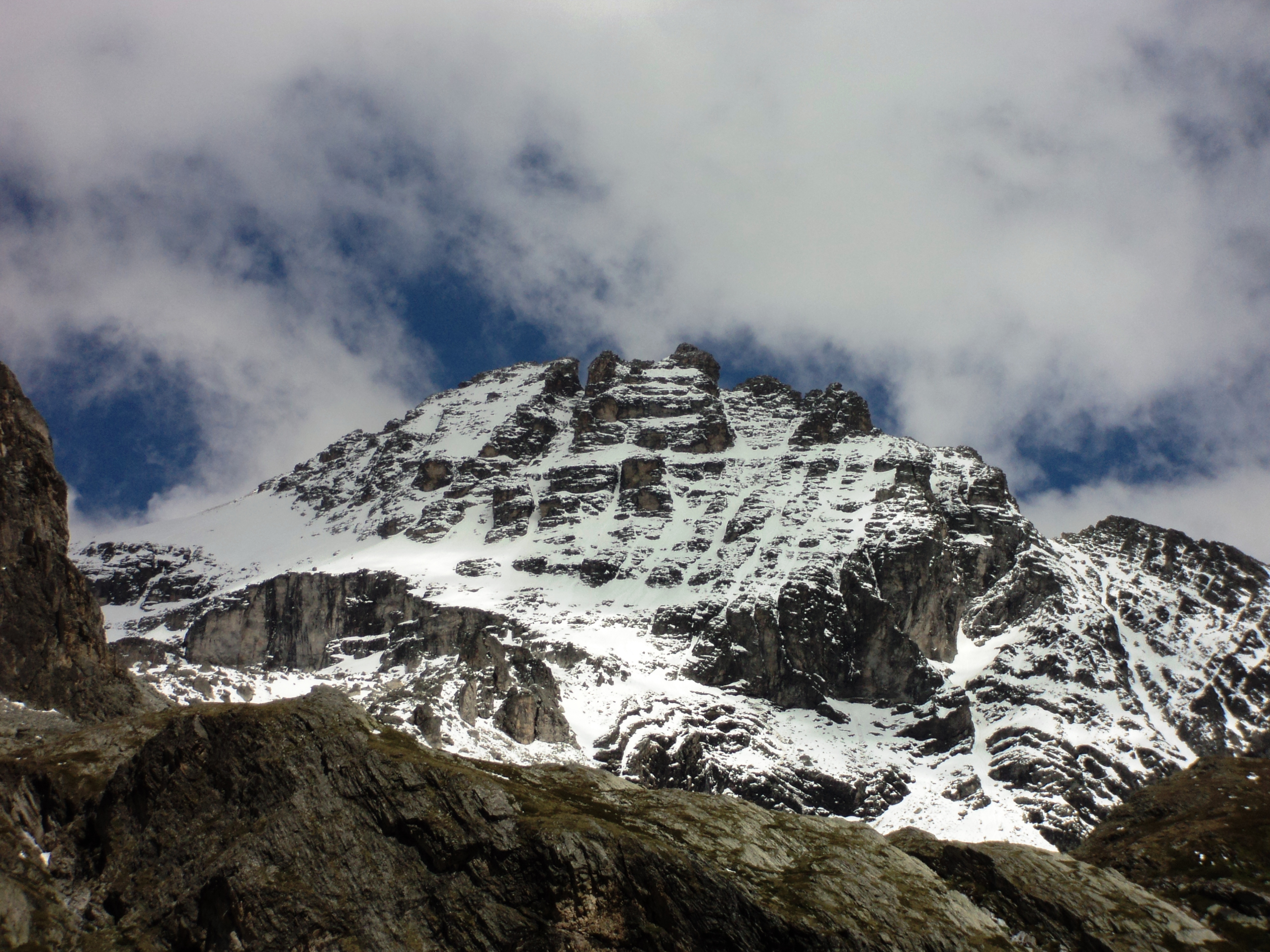

45°08′07″N 06°50′06″E / 45.13528°N 6.83500°E
羅尼奧薩代蒂亞什山（法語：Rognosa d’Etiache），是西歐的山峰，位於法國和意大利接壤的邊境，屬於科蒂安阿爾卑斯山脈的一部分，海拔高度3,382米，每年平均降雨量1,479毫米，人類在1875年首次登頂。